# Велај (Белуно)
Велај је насеље у Италији у округу Белуно, региону Венето.
Према процени из 2011. у насељу је живело 115 становника. Насеље се налази на надморској висини од 324 м.